# Leukonychie

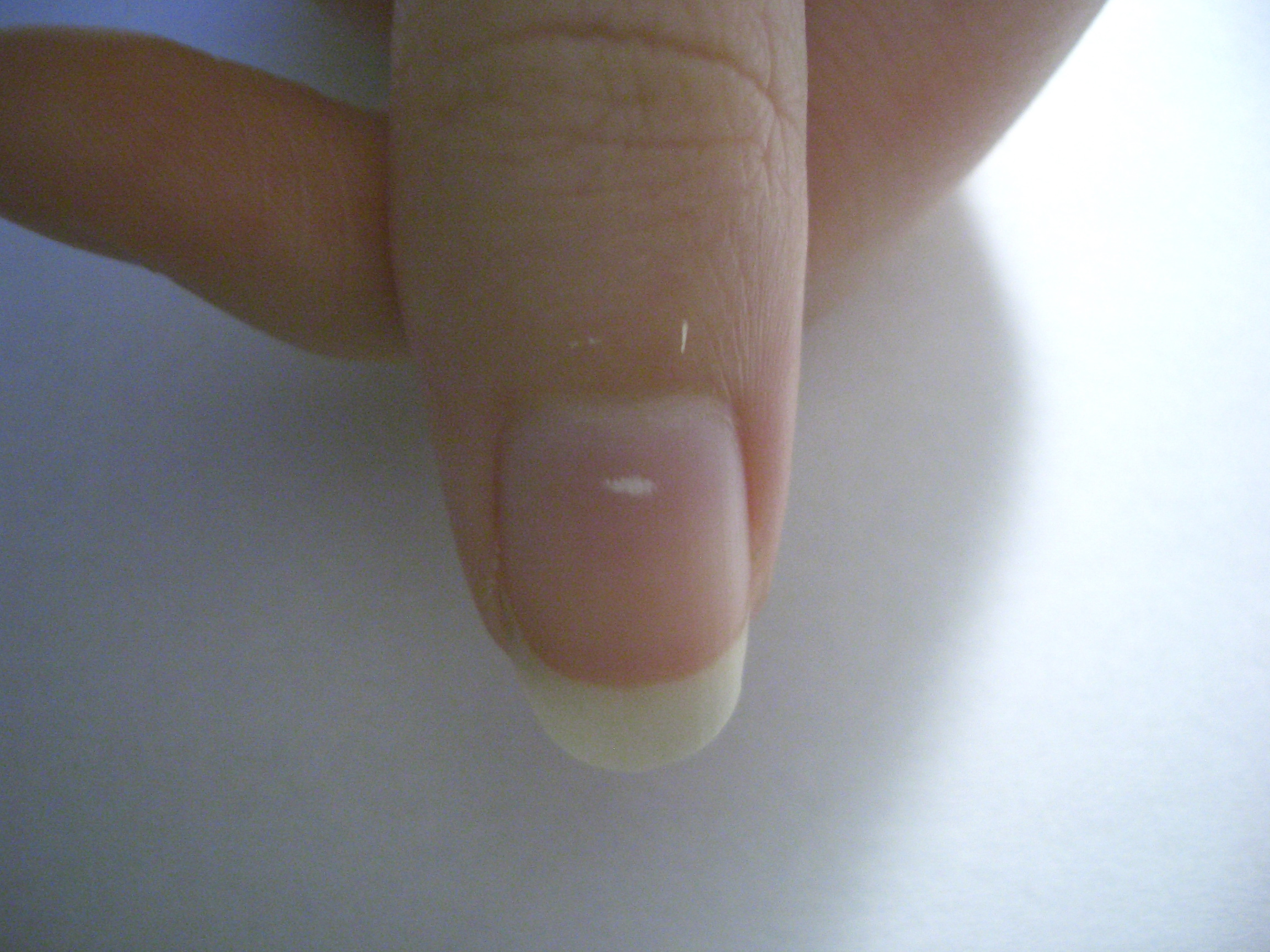
Beperkte leukonychie op een vingernagel

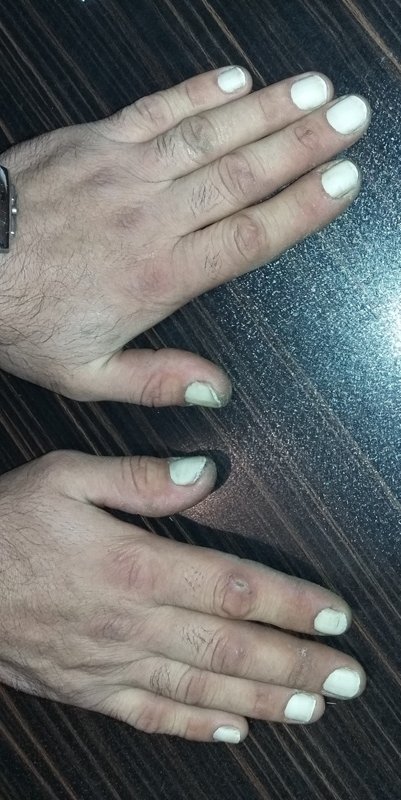
Leuconychia totalis

Leukonychie is een medische term voor een witte verkleuring van de nagels. De term komt van de Griekse woorden leukos (wit) en onyx (nagel). De meest voorkomende oorzaak is schade aan de basis van de nagel.

## Oorzaken
In de meeste gevallen zijn witte nagels banaal en verschijnen ze door een stoot tegen de nagels, of schijnbaar zonder reden (idiopathisch). Ook veroudering kan een witte verkleuring van de nagels in de hand werken. In sommige gevallen wordt de witte verkleuring veroorzaakt door onderliggende ziekten of schimmelinfecties. Deze ziekten kunnen in ernst variëren van banaal (bv. stress) tot levensbedreigend (bv. lever- of nierfalen). Er zijn ook aangeboren vormen van leukonychie beschreven.

## Classificatie
In 1896 werd leukonychie onderverdeeld in drie categorieën: leuconychia totalis, leuconychia striata (leuconychia transversa of leuconychia longitudinalis) en leuconychia punctata. Later kwam hier een vierde categorie bij, genaamd leuconychia partialis. Hierbij zijn er grote witte vlekken op de nagels, maar zijn ze niet volledig bedekt.
Binnen deze categorieën bestaan er verschillende vormen. Voorbeelden van leuconychia transversa zijn strepen van Mees en strepen van Muehrcke. Terry's nagels zijn volledig wit met een bruine rand, Lindsay's nagels zijn gedeeltelijk wit en gedeeltelijk rood, roze of bruin.

## Behandeling
Indien er een onderliggende aandoening is die de verkleuring veroorzaakt, moet deze behandeld worden. Als dit gebeurt zal de leukonychie ook afnemen. Indien de verkleuring leeftijdsgebonden is of door fysiek trauma veroorzaakt wordt, kunnen sommige zalven helpen. Indien de verkleuring niet uitgebreid is en er geen oorzaak wordt gevonden, kan de leukonychie ook vanzelf wegtrekken door uitgroei van de nagels.